# チュ・オク

2014アジア競技大会でのチュ・オク

チュ・オク（朱玉、주옥、19xx年x月xx日 - ）は、韓国のソフトテニス選手。

## 来歴
名門NH BANK所属。2012から2015にかけてキム・エギョンとともに四大国際大会ダブルスに４年連続で優勝し、グランドスラムを達成。2016年シーズンで引退。

## 四大国際大会戦績
- 2008アジア選手権　ダブルス銅メダル　国別対抗団体戦金メダル
- 2010アジア競技大会　ダブルス銀メダル　国別対抗団体戦銅メダル
- 2011世界選手権　ダブルス銅メダル　国別対抗団体戦金メダル
- 2012アジア選手権　ダブルス金メダル　国別対抗団体戦銀メダル
- 2013東アジア競技大会　ダブルス金メダル　国別対抗団体戦銀メダル
- 2014アジア競技大会　ダブルス金メダル　国別対抗団体戦金メダル
- 2015世界選手権　ダブルス金メダル　国別対抗団体戦金メダル